# Comuna de Garwolin
Garwolin (polaco: Gmina Garwolin) é uma gminy (comuna) na Polónia, na voivodia de Mazóvia e no condado de Garwoliński.
De acordo com os censos de 2004, a comuna tem 11 744 habitantes, com uma densidade 86,4 hab/km².

## Área
Estende-se por uma área de 136 km², incluindo:
- área agricola: 60%
- área florestal: 33%

## Demografia
Dados de 30 de Junho 2004:
|                      | Total   | Total | Mulheres | Mulheres | Homens  | Homens |
| -------------------- | ------- | ----- | -------- | -------- | ------- | ------ |
|                      | pessoas | %     | pessoas  | %        | pessoas | %      |
| População            | 11 744  | 100   | 5963     | 50,8     | 5781    | 49,2   |
| Densidade (pop./km²) | 86,4    | 100   | 43,8     | 43,8     | 42,5    | 42,5   |

De acordo com dados de 2002, o rendimento médio per capita ascendia a 1163,38 zł.

## Subdivisões
- Budy Uśniackie, Czyszkówek, Ewelin, Górki, Izdebnik, Jagodne, Krystyna, Lucin-Natalia, Miętne, Niecieplin, Nowy Puznów, Rębków, Rębków-Parcele, Ruda Talubska, Sławiny, Stara Huta, Stary Puznów,  Stoczek, Sulbiny Górne, Taluba-Feliksin, Unin-Kolonia, Uśniaki, Wilkowyja, Wola Rębkowska, Wola Władysławowska, Władysławów, Zakącie.

## Comunas vizinhas
- Borowie, Garwolin, Górzno, Łaskarzew, Osieck, Parysów, Pilawa, Sobienie-Jeziory, Wilga